# Liste des planètes mineures (658001-659000)
Voici la liste des planètes mineures numérotées de 658001 à 659000. Les planètes mineures sont numérotées lorsque leur orbite est confirmée, ce qui peut parfois se produire longtemps après leur découverte. Elles sont classées ici par leur numéro.

## Planètes mineures 658001 à 659000
- (658001) 2017 EK25
- (658002) 2017 EX30
- (658003) 2017 EA31
- (658004) 2017 EW32
- (658005) 2017 EC33
- (658006) 2017 EG36
- (658007) 2017 EA37
- (658008) 2017 EU37
- (658009) 2017 EJ40
- (658010) 2017 EJ43
- (658011) 2017 FU1
- (658012) 2017 FM6
- (658013) 2017 FV7
- (658014) 2017 FH8
- (658015) 2017 FE10
- (658016) 2017 FH10
- (658017) 2017 FF15
- (658018) 2017 FO15
- (658019) 2017 FP23
- (658020) 2017 FE24
- (658021) 2017 FU26
- (658022) 2017 FX26
- (658023) 2017 FV27
- (658024) 2017 FS28
- (658025) 2017 FN29
- (658026) 2017 FB32
- (658027) 2017 FL41
- (658028) 2017 FG44
- (658029) 2017 FB46
- (658030) 2017 FQ51
- (658031) 2017 FU52
- (658032) 2017 FA53
- (658033) 2017 FM54
- (658034) 2017 FD62
- (658035) 2017 FF68
- (658036) 2017 FC70
- (658037) 2017 FM72
- (658038) 2017 FN72
- (658039) 2017 FC76
- (658040) 2017 FF77
- (658041) 2017 FQ77
- (658042) 2017 FJ80
- (658043) 2017 FM81
- (658044) 2017 FS81
- (658045) 2017 FF85
- (658046) 2017 FQ85
- (658047) 2017 FJ89
- (658048) 2017 FY89
- (658049) 2017 FU91
- (658050) 2017 FU94
- (658051) 2017 FP96
- (658052) 2017 FQ98
- (658053) 2017 FX98
- (658054) 2017 FW100
- (658055) 2017 FH103
- (658056) 2017 FQ105
- (658057) 2017 FY110
- (658058) 2017 FB112
- (658059) 2017 FJ112
- (658060) 2017 FQ116
- (658061) 2017 FZ118
- (658062) 2017 FJ121
- (658063) 2017 FL122
- (658064) 2017 FE125
- (658065) 2017 FR125
- (658066) 2017 FC126
- (658067) 2017 FD127
- (658068) 2017 FK127
- (658069) 2017 FB128
- (658070) 2017 FC129
- (658071) 2017 FD129
- (658072) 2017 FP129
- (658073) 2017 FK132
- (658074) 2017 FN133
- (658075) 2017 FH142
- (658076) 2017 FZ149
- (658077) 2017 FK151
- (658078) 2017 FW153
- (658079) 2017 FB154
- (658080) 2017 FT157
- (658081) 2017 FE158
- (658082) 2017 FL160
- (658083) 2017 FH161
- (658084) 2017 FT161
- (658085) 2017 FL165
- (658086) 2017 FV169
- (658087) 2017 FQ174
- (658088) 2017 FQ175
- (658089) 2017 FU175
- (658090) 2017 FZ188
- (658091) 2017 FL189
- (658092) 2017 FV189
- (658093) 2017 FF201
- (658094) 2017 GZ3
- (658095) 2017 GF5
- (658096) 2017 GE7
- (658097) 2017 GG10
- (658098) 2017 GL14
- (658099) 2017 GH16
- (658100) 2017 GT20
- (658101) 2017 GE21
- (658102) 2017 GH24
- (658103) 2017 GY25
- (658104) 2017 HO1
- (658105) 2017 HE2
- (658106) 2017 HQ2
- (658107) 2017 HF9
- (658108) 2017 HY12
- (658109) 2017 HX14
- (658110) 2017 HD17
- (658111) 2017 HQ17
- (658112) 2017 HA18
- (658113) 2017 HQ21
- (658114) 2017 HQ32
- (658115) 2017 HD36
- (658116) 2017 HC44
- (658117) 2017 HX50
- (658118) 2017 HZ50
- (658119) 2017 HJ55
- (658120) 2017 HC64
- (658121) 2017 HT64
- (658122) 2017 HA65
- (658123) 2017 HA69
- (658124) 2017 HY69
- (658125) 2017 HQ72
- (658126) 2017 HB75
- (658127) 2017 HQ75
- (658128) 2017 HL76
- (658129) 2017 HV78
- (658130) 2017 HN104
- (658131) 2017 JS
- (658132) 2017 JB1
- (658133) 2017 JR4
- (658134) 2017 JJ5
- (658135) 2017 JO5
- (658136) 2017 JR7
- (658137) 2017 JU11
- (658138) 2017 KP3
- (658139) 2017 KY5
- (658140) 2017 KG12
- (658141) 2017 KE14
- (658142) 2017 KS17
- (658143) 2017 KC21
- (658144) 2017 KU25
- (658145) 2017 KV28
- (658146) 2017 KD31
- (658147) 2017 KZ32
- (658148) 2017 KN33
- (658149) 2017 KV33
- (658150) 2017 KL34
- (658151) 2017 KL37
- (658152) 2017 KO38
- (658153) 2017 KD39
- (658154) 2017 KW41
- (658155) 2017 LN1
- (658156) 2017 LW1
- (658157) 2017 MD2
- (658158) 2017 MN9
- (658159) 2017 MT10
- (658160) 2017 MA15
- (658161) 2017 MZ15
- (658162) 2017 MP17
- (658163) 2017 MP18
- (658164) 2017 MS18
- (658165) 2017 MW21
- (658166) 2017 MS24
- (658167) 2017 ML27
- (658168) 2017 MT29
- (658169) 2017 MQ38
- (658170) 2017 NF
- (658171) 2017 NO
- (658172) 2017 NG1
- (658173) 2017 NU2
- (658174) 2017 NP3
- (658175) 2017 NF5
- (658176) 2017 NM5
- (658177) 2017 NT9
- (658178) 2017 NU10
- (658179) 2017 NE16
- (658180) 2017 NP22
- (658181) 2017 NB27
- (658182) 2017 NT32
- (658183) 2017 OH
- (658184) 2017 OQ
- (658185) 2017 OH4
- (658186) 2017 OL5
- (658187) 2017 OG9
- (658188) 2017 OY9
- (658189) 2017 OD10
- (658190) 2017 OH10
- (658191) 2017 OS17
- (658192) 2017 OX20
- (658193) 2017 OF21
- (658194) 2017 OG21
- (658195) 2017 OO21
- (658196) 2017 OO24
- (658197) 2017 OD25
- (658198) 2017 OT25
- (658199) 2017 OK26
- (658200) 2017 OJ27
- (658201) 2017 OG28
- (658202) 2017 OX30
- (658203) 2017 OV31
- (658204) 2017 OC32
- (658205) 2017 OO32
- (658206) 2017 OF33
- (658207) 2017 OF38
- (658208) 2017 OM38
- (658209) 2017 OT39
- (658210) 2017 ON41
- (658211) 2017 OW41
- (658212) 2017 OB43
- (658213) 2017 OG44
- (658214) 2017 OL45
- (658215) 2017 OP46
- (658216) 2017 OG48
- (658217) 2017 OP49
- (658218) 2017 OJ51
- (658219) 2017 OJ53
- (658220) 2017 OS53
- (658221) 2017 OW53
- (658222) 2017 OK54
- (658223) 2017 OR54
- (658224) 2017 OH55
- (658225) 2017 OM55
- (658226) 2017 OX57
- (658227) 2017 OF58
- (658228) 2017 OF61
- (658229) 2017 OD62
- (658230) 2017 OG63
- (658231) 2017 OM67
- (658232) 2017 OR69
- (658233) 2017 OC70
- (658234) 2017 OM70
- (658235) 2017 OD73
- (658236) 2017 OM86
- (658237) 2017 OO87
- (658238) 2017 OH90
- (658239) 2017 OJ90
- (658240) 2017 OQ95
- (658241) 2017 OV95
- (658242) 2017 OC96
- (658243) 2017 OK97
- (658244) 2017 OW97
- (658245) 2017 OY101
- (658246) 2017 OS107
- (658247) 2017 ON108
- (658248) 2017 OS111
- (658249) 2017 OW111
- (658250) 2017 OP113
- (658251) 2017 OQ113
- (658252) 2017 OM122
- (658253) 2017 OB130
- (658254) 2017 OE139
- (658255) 2017 OJ139
- (658256) 2017 OY140
- (658257) 2017 OE149
- (658258) 2017 OP153
- (658259) 2017 PC1
- (658260) 2017 PN8
- (658261) 2017 PP10
- (658262) 2017 PY11
- (658263) 2017 PN14
- (658264) 2017 PN15
- (658265) 2017 PE18
- (658266) 2017 PS20
- (658267) 2017 PL22
- (658268) 2017 PL23
- (658269) 2017 PV23
- (658270) 2017 PF28
- (658271) 2017 PL32
- (658272) 2017 PT32
- (658273) 2017 PK33
- (658274) 2017 PB34
- (658275) 2017 PN35
- (658276) 2017 PP35
- (658277) 2017 PG36
- (658278) 2017 PH36
- (658279) 2017 PR36
- (658280) 2017 PB37
- (658281) 2017 PJ37
- (658282) 2017 PK37
- (658283) 2017 PP37
- (658284) 2017 PR40
- (658285) 2017 PA41
- (658286) 2017 PL41
- (658287) 2017 PU41
- (658288) 2017 PA42
- (658289) 2017 PC42
- (658290) 2017 PQ42
- (658291) 2017 PD43
- (658292) 2017 PQ47
- (658293) 2017 PA52
- (658294) 2017 PN53
- (658295) 2017 PX53
- (658296) 2017 PY53
- (658297) 2017 PP54
- (658298) 2017 PY56
- (658299) 2017 PX57
- (658300) 2017 PU59
- (658301) 2017 PX59
- (658302) 2017 PO61
- (658303) 2017 PB64
- (658304) 2017 PQ67
- (658305) 2017 PW67
- (658306) 2017 PN71
- (658307) 2017 QF9
- (658308) 2017 QQ9
- (658309) 2017 QB12
- (658310) 2017 QK13
- (658311) 2017 QX13
- (658312) 2017 QL20
- (658313) 2017 QD22
- (658314) 2017 QV23
- (658315) 2017 QP27
- (658316) 2017 QG28
- (658317) 2017 QN31
- (658318) 2017 QP31
- (658319) 2017 QD36
- (658320) 2017 QG37
- (658321) 2017 QS38
- (658322) 2017 QD40
- (658323) 2017 QU41
- (658324) 2017 QB42
- (658325) 2017 QY43
- (658326) 2017 QS44
- (658327) 2017 QO45
- (658328) 2017 QW45
- (658329) 2017 QX47
- (658330) 2017 QV49
- (658331) 2017 QS51
- (658332) 2017 QY51
- (658333) 2017 QA52
- (658334) 2017 QS52
- (658335) 2017 QW53
- (658336) 2017 QE54
- (658337) 2017 QN54
- (658338) 2017 QV54
- (658339) 2017 QN55
- (658340) 2017 QP56
- (658341) 2017 QU56
- (658342) 2017 QM57
- (658343) 2017 QG58
- (658344) 2017 QH58
- (658345) 2017 QK58
- (658346) 2017 QR58
- (658347) 2017 QT58
- (658348) 2017 QH60
- (658349) 2017 QY60
- (658350) 2017 QL63
- (658351) 2017 QP64
- (658352) 2017 QV64
- (658353) 2017 QN66
- (658354) 2017 QP67
- (658355) 2017 QD69
- (658356) 2017 QU76
- (658357) 2017 QV78
- (658358) 2017 QH80
- (658359) 2017 QT87
- (658360) 2017 QV87
- (658361) 2017 QK91
- (658362) 2017 QC92
- (658363) 2017 QN92
- (658364) 2017 QP92
- (658365) 2017 QR92
- (658366) 2017 QV93
- (658367) 2017 QZ93
- (658368) 2017 QC95
- (658369) 2017 QC99
- (658370) 2017 QV101
- (658371) 2017 QY101
- (658372) 2017 QW103
- (658373) 2017 QQ107
- (658374) 2017 QJ108
- (658375) 2017 QJ109
- (658376) 2017 QP109
- (658377) 2017 QU113
- (658378) 2017 QP116
- (658379) 2017 QT117
- (658380) 2017 QV117
- (658381) 2017 QU118
- (658382) 2017 QG119
- (658383) 2017 QC122
- (658384) 2017 QF122
- (658385) 2017 QB123
- (658386) 2017 QC123
- (658387) 2017 QR123
- (658388) 2017 QK124
- (658389) 2017 QM124
- (658390) 2017 QD128
- (658391) 2017 QE128
- (658392) 2017 QF134
- (658393) 2017 QE135
- (658394) 2017 QA142
- (658395) 2017 QX144
- (658396) 2017 QT145
- (658397) 2017 QN183
- (658398) Lufonds
- (658399) 2017 RJ4
- (658400) 2017 RH7
- (658401) 2017 RQ8
- (658402) 2017 RJ10
- (658403) 2017 RK17
- (658404) 2017 RJ18
- (658405) 2017 RO18
- (658406) 2017 RR19
- (658407) 2017 RA20
- (658408) 2017 RO21
- (658409) 2017 RY21
- (658410) 2017 RB22
- (658411) 2017 RN22
- (658412) 2017 RO22
- (658413) 2017 RA23
- (658414) 2017 RY23
- (658415) 2017 RM24
- (658416) 2017 RD25
- (658417) 2017 RQ25
- (658418) 2017 RT26
- (658419) 2017 RK28
- (658420) 2017 RZ28
- (658421) 2017 RS29
- (658422) 2017 RR30
- (658423) 2017 RB31
- (658424) 2017 RK33
- (658425) 2017 RA34
- (658426) 2017 RK34
- (658427) 2017 RY35
- (658428) 2017 RA39
- (658429) 2017 RW46
- (658430) 2017 RJ47
- (658431) 2017 RS47
- (658432) 2017 RX47
- (658433) 2017 RU48
- (658434) 2017 RH50
- (658435) 2017 RU52
- (658436) 2017 RG53
- (658437) 2017 RQ55
- (658438) 2017 RO58
- (658439) 2017 RK59
- (658440) 2017 RU60
- (658441) 2017 RJ61
- (658442) 2017 RO61
- (658443) 2017 RA62
- (658444) 2017 RU62
- (658445) 2017 RB63
- (658446) 2017 RJ63
- (658447) 2017 RO63
- (658448) 2017 RP63
- (658449) 2017 RR66
- (658450) 2017 RW67
- (658451) 2017 RC73
- (658452) 2017 RZ73
- (658453) 2017 RF74
- (658454) 2017 RO74
- (658455) 2017 RY75
- (658456) 2017 RN77
- (658457) 2017 RY83
- (658458) 2017 RW84
- (658459) 2017 RY84
- (658460) 2017 RH85
- (658461) 2017 RU86
- (658462) 2017 RN87
- (658463) 2017 RD88
- (658464) 2017 RT88
- (658465) 2017 RK89
- (658466) 2017 RE90
- (658467) 2017 RN90
- (658468) 2017 RA91
- (658469) 2017 RX91
- (658470) 2017 RP93
- (658471) 2017 RX95
- (658472) 2017 RS96
- (658473) 2017 RM97
- (658474) 2017 RD99
- (658475) 2017 RY99
- (658476) 2017 RA100
- (658477) 2017 RM102
- (658478) 2017 RO102
- (658479) 2017 RZ103
- (658480) 2017 RB104
- (658481) 2017 RE104
- (658482) 2017 RK104
- (658483) 2017 RP104
- (658484) 2017 RE105
- (658485) 2017 RR105
- (658486) 2017 RA106
- (658487) 2017 RX106
- (658488) 2017 RB107
- (658489) 2017 RL107
- (658490) 2017 RX107
- (658491) 2017 RF108
- (658492) 2017 RH108
- (658493) 2017 RL108
- (658494) 2017 RM108
- (658495) 2017 RK109
- (658496) 2017 RW110
- (658497) 2017 RB120
- (658498) 2017 RG120
- (658499) 2017 RE123
- (658500) 2017 RE124
- (658501) 2017 RO125
- (658502) 2017 RH126
- (658503) 2017 RC131
- (658504) 2017 RK131
- (658505) 2017 RM131
- (658506) 2017 RB132
- (658507) 2017 RE132
- (658508) 2017 RW132
- (658509) 2017 RG133
- (658510) 2017 RT137
- (658511) 2017 RB144
- (658512) 2017 RD145
- (658513) 2017 RT150
- (658514) 2017 RB153
- (658515) 2017 RK153
- (658516) 2017 RK162
- (658517) 2017 SZ2
- (658518) 2017 SH3
- (658519) 2017 SY4
- (658520) 2017 ST6
- (658521) 2017 SN7
- (658522) 2017 SO7
- (658523) 2017 SF9
- (658524) 2017 SC17
- (658525) 2017 SX18
- (658526) 2017 SK22
- (658527) 2017 SD24
- (658528) 2017 SN25
- (658529) 2017 SC27
- (658530) 2017 SP27
- (658531) 2017 SH29
- (658532) 2017 SR29
- (658533) 2017 SU37
- (658534) 2017 SW37
- (658535) 2017 SU38
- (658536) 2017 SE39
- (658537) 2017 SP39
- (658538) 2017 SS40
- (658539) 2017 ST42
- (658540) 2017 SH43
- (658541) 2017 SS43
- (658542) 2017 SH45
- (658543) 2017 SS46
- (658544) 2017 SZ46
- (658545) 2017 SC47
- (658546) 2017 SL52
- (658547) 2017 SP52
- (658548) 2017 SG53
- (658549) 2017 ST53
- (658550) 2017 SP55
- (658551) 2017 SR55
- (658552) 2017 SU58
- (658553) 2017 SP59
- (658554) 2017 SS59
- (658555) 2017 SF60
- (658556) 2017 SG61
- (658557) 2017 SL62
- (658558) 2017 SG63
- (658559) 2017 SK63
- (658560) 2017 SU63
- (658561) 2017 SX63
- (658562) 2017 SC64
- (658563) 2017 SM64
- (658564) 2017 SW64
- (658565) 2017 SD65
- (658566) 2017 ST66
- (658567) 2017 SD68
- (658568) 2017 SH68
- (658569) 2017 SL68
- (658570) 2017 SW68
- (658571) 2017 SB69
- (658572) 2017 SK69
- (658573) 2017 SV71
- (658574) 2017 ST72
- (658575) 2017 SZ72
- (658576) 2017 SC74
- (658577) 2017 SQ77
- (658578) 2017 SY77
- (658579) 2017 SF78
- (658580) 2017 SZ78
- (658581) 2017 SE79
- (658582) 2017 ST80
- (658583) 2017 SC81
- (658584) 2017 SR82
- (658585) 2017 SW84
- (658586) 2017 SX85
- (658587) 2017 SS86
- (658588) 2017 SG88
- (658589) 2017 SQ88
- (658590) 2017 SS88
- (658591) 2017 SW88
- (658592) 2017 SP89
- (658593) 2017 SA90
- (658594) 2017 SR90
- (658595) 2017 SE91
- (658596) 2017 SM91
- (658597) 2017 SV91
- (658598) 2017 SA92
- (658599) 2017 SN92
- (658600) 2017 SR92
- (658601) 2017 SY93
- (658602) 2017 SF95
- (658603) 2017 SM95
- (658604) 2017 SN95
- (658605) 2017 SW95
- (658606) 2017 SE96
- (658607) 2017 SW96
- (658608) 2017 SY96
- (658609) 2017 SM97
- (658610) 2017 SS97
- (658611) 2017 SZ97
- (658612) 2017 SH98
- (658613) 2017 SH99
- (658614) 2017 SL102
- (658615) 2017 SU102
- (658616) 2017 SL104
- (658617) 2017 SN104
- (658618) 2017 SX105
- (658619) 2017 SF106
- (658620) 2017 SP107
- (658621) 2017 SU107
- (658622) 2017 SL108
- (658623) 2017 SM109
- (658624) 2017 SN109
- (658625) 2017 SA110
- (658626) 2017 SN111
- (658627) 2017 SV111
- (658628) 2017 SQ114
- (658629) 2017 SE116
- (658630) 2017 SV116
- (658631) 2017 ST120
- (658632) 2017 SO124
- (658633) 2017 SX125
- (658634) 2017 SH126
- (658635) 2017 SD130
- (658636) 2017 SG130
- (658637) 2017 SD131
- (658638) 2017 SF131
- (658639) 2017 SP132
- (658640) 2017 SC133
- (658641) 2017 SB134
- (658642) Carreira
- (658643) 2017 SL134
- (658644) 2017 SR134
- (658645) 2017 SG135
- (658646) 2017 SA138
- (658647) 2017 SB138
- (658648) 2017 SD142
- (658649) 2017 SS142
- (658650) 2017 SN151
- (658651) 2017 SH157
- (658652) 2017 SX160
- (658653) 2017 SA161
- (658654) 2017 SL168
- (658655) 2017 SO178
- (658656) 2017 SO183
- (658657) 2017 SY184
- (658658) 2017 ST189
- (658659) 2017 SJ190
- (658660) 2017 SO192
- (658661) 2017 SP192
- (658662) 2017 SF194
- (658663) 2017 SZ194
- (658664) 2017 SY196
- (658665) 2017 SJ197
- (658666) 2017 SG198
- (658667) 2017 SQ198
- (658668) 2017 SU198
- (658669) 2017 SV198
- (658670) 2017 SW198
- (658671) 2017 SO199
- (658672) 2017 SV200
- (658673) 2017 SW200
- (658674) 2017 SF201
- (658675) 2017 SZ203
- (658676) 2017 SB204
- (658677) 2017 SD204
- (658678) 2017 SH204
- (658679) 2017 SK204
- (658680) 2017 SV204
- (658681) 2017 SA205
- (658682) 2017 SQ205
- (658683) 2017 ST208
- (658684) 2017 SZ208
- (658685) 2017 SD209
- (658686) 2017 SJ209
- (658687) 2017 SW210
- (658688) 2017 SN218
- (658689) 2017 SF219
- (658690) 2017 SP219
- (658691) 2017 SC227
- (658692) 2017 SE227
- (658693) 2017 SH227
- (658694) 2017 SY233
- (658695) 2017 SX241
- (658696) 2017 SV243
- (658697) 2017 SF246
- (658698) 2017 ST247
- (658699) 2017 SB248
- (658700) 2017 SG250
- (658701) 2017 SE253
- (658702) 2017 SJ255
- (658703) 2017 SP255
- (658704) 2017 SO278
- (658705) 2017 SP293
- (658706) 2017 SD294
- (658707) 2017 SD299
- (658708) 2017 SD302
- (658709) 2017 SM307
- (658710) 2017 SE328
- (658711) 2017 TL
- (658712) 2017 TW
- (658713) 2017 TV9
- (658714) 2017 TY10
- (658715) 2017 TT12
- (658716) 2017 TP14
- (658717) 2017 TP24
- (658718) 2017 TT24
- (658719) 2017 TW24
- (658720) 2017 TZ24
- (658721) 2017 TA25
- (658722) 2017 TK25
- (658723) 2017 TT25
- (658724) 2017 TZ25
- (658725) 2017 TH26
- (658726) 2017 TJ26
- (658727) 2017 TO29
- (658728) 2017 TZ35
- (658729) 2017 TF36
- (658730) 2017 UW2
- (658731) 2017 UD9
- (658732) 2017 UA12
- (658733) 2017 UL13
- (658734) 2017 UD14
- (658735) 2017 UZ14
- (658736) 2017 UN15
- (658737) 2017 UM19
- (658738) 2017 UN19
- (658739) 2017 UG20
- (658740) 2017 UV20
- (658741) 2017 UG21
- (658742) 2017 UO21
- (658743) 2017 UB25
- (658744) 2017 UT25
- (658745) 2017 UB27
- (658746) 2017 US28
- (658747) 2017 UR29
- (658748) 2017 UZ29
- (658749) 2017 UW30
- (658750) 2017 UX30
- (658751) 2017 UH31
- (658752) 2017 UJ31
- (658753) 2017 UK31
- (658754) 2017 UO31
- (658755) 2017 UM32
- (658756) 2017 UQ35
- (658757) 2017 US35
- (658758) 2017 UV36
- (658759) 2017 UT37
- (658760) 2017 UO38
- (658761) 2017 UQ38
- (658762) 2017 UE39
- (658763) 2017 UW39
- (658764) 2017 UF40
- (658765) 2017 UF45
- (658766) 2017 UQ53
- (658767) 2017 UX63
- (658768) 2017 UG69
- (658769) 2017 UQ78
- (658770) 2017 UR78
- (658771) 2017 UA79
- (658772) 2017 UA85
- (658773) 2017 UC87
- (658774) 2017 UT87
- (658775) 2017 UV89
- (658776) 2017 UO91
- (658777) 2017 UY91
- (658778) 2017 UO92
- (658779) 2017 UC93
- (658780) 2017 UE93
- (658781) 2017 UF93
- (658782) 2017 UP93
- (658783) 2017 UZ93
- (658784) 2017 UA94
- (658785) 2017 UE94
- (658786) 2017 UF94
- (658787) Alksnis
- (658788) 2017 UT95
- (658789) 2017 UV95
- (658790) 2017 UB97
- (658791) 2017 UU98
- (658792) 2017 UV98
- (658793) 2017 UW98
- (658794) 2017 UO99
- (658795) 2017 UE100
- (658796) 2017 UO100
- (658797) 2017 UH104
- (658798) 2017 UO104
- (658799) 2017 UP104
- (658800) 2017 UQ104
- (658801) 2017 UN105
- (658802) 2017 UZ109
- (658803) 2017 UQ113
- (658804) 2017 UH118
- (658805) 2017 UN136
- (658806) 2017 UV138
- (658807) 2017 UP140
- (658808) 2017 UK141
- (658809) 2017 US142
- (658810) 2017 UL152
- (658811) 2017 UU178
- (658812) 2017 UV182
- (658813) 2017 UV195
- (658814) 2017 UJ200
- (658815) 2017 VQ2
- (658816) 2017 VY2
- (658817) 2017 VZ7
- (658818) 2017 VD12
- (658819) 2017 VG16
- (658820) 2017 VR16
- (658821) 2017 VL17
- (658822) 2017 VP17
- (658823) 2017 VB19
- (658824) 2017 VD19
- (658825) 2017 VQ20
- (658826) 2017 VZ22
- (658827) 2017 VA24
- (658828) 2017 VX24
- (658829) 2017 VV25
- (658830) 2017 VS26
- (658831) 2017 VW28
- (658832) 2017 VY28
- (658833) 2017 VS32
- (658834) 2017 VD33
- (658835) 2017 VX33
- (658836) 2017 VN34
- (658837) 2017 VM38
- (658838) 2017 VM41
- (658839) 2017 VO41
- (658840) 2017 VT41
- (658841) 2017 VQ45
- (658842) 2017 VD52
- (658843) 2017 VJ54
- (658844) 2017 VD71
- (658845) 2017 WP2
- (658846) 2017 WH3
- (658847) 2017 WK3
- (658848) 2017 WY4
- (658849) 2017 WQ5
- (658850) 2017 WN6
- (658851) 2017 WP7
- (658852) 2017 WF10
- (658853) 2017 WB11
- (658854) 2017 WK18
- (658855) 2017 WO21
- (658856) 2017 WX22
- (658857) 2017 WG23
- (658858) 2017 WN23
- (658859) 2017 WS25
- (658860) 2017 WT25
- (658861) 2017 WX29
- (658862) 2017 WG38
- (658863) 2017 WL40
- (658864) 2017 WU40
- (658865) 2017 WV40
- (658866) 2017 WF41
- (658867) 2017 WJ43
- (658868) 2017 WR43
- (658869) 2017 WX43
- (658870) 2017 WW44
- (658871) 2017 WA45
- (658872) 2017 WE45
- (658873) 2017 WH45
- (658874) 2017 WY49
- (658875) 2017 WO51
- (658876) 2017 WU58
- (658877) 2017 WY58
- (658878) 2017 WY61
- (658879) 2017 WU63
- (658880) 2017 WV63
- (658881) 2017 WR64
- (658882) Žemaitija
- (658883) 2017 XD
- (658884) 2017 XD4
- (658885) 2017 XN4
- (658886) 2017 XS5
- (658887) 2017 XA7
- (658888) 2017 XW7
- (658889) 2017 XC9
- (658890) 2017 XV9
- (658891) 2017 XU10
- (658892) 2017 XP13
- (658893) 2017 XQ14
- (658894) 2017 XE16
- (658895) 2017 XW20
- (658896) 2017 XH23
- (658897) 2017 XD24
- (658898) 2017 XD27
- (658899) 2017 XE27
- (658900) 2017 XA28
- (658901) 2017 XO28
- (658902) 2017 XN34
- (658903) 2017 XF36
- (658904) 2017 XO36
- (658905) 2017 XR36
- (658906) 2017 XT37
- (658907) 2017 XR40
- (658908) 2017 XE44
- (658909) 2017 XF46
- (658910) 2017 XG46
- (658911) 2017 XM53
- (658912) 2017 XA56
- (658913) 2017 XO56
- (658914) 2017 XT58
- (658915) 2017 XR59
- (658916) 2017 XF63
- (658917) 2017 XC65
- (658918) 2017 XE71
- (658919) 2017 XT72
- (658920) 2017 XN73
- (658921) 2017 XO79
- (658922) 2017 XQ79
- (658923) 2017 XQ86
- (658924) 2017 YS
- (658925) 2017 YH3
- (658926) 2017 YT9
- (658927) 2017 YR12
- (658928) 2017 YV14
- (658929) 2017 YS22
- (658930) 2017 YH24
- (658931) 2017 YG25
- (658932) 2017 YE41
- (658933) 2017 YO45
- (658934) 2017 YY47
- (658935) 2017 YV50
- (658936) 2017 YV58
- (658937) 2017 YC62
- (658938) 2017 YM64
- (658939) 2018 AD1
- (658940) 2018 AK4
- (658941) 2018 AM4
- (658942) 2018 AS6
- (658943) 2018 AW6
- (658944) 2018 AF7
- (658945) 2018 AA14
- (658946) 2018 AN16
- (658947) 2018 AV17
- (658948) 2018 AK18
- (658949) 2018 AG67
- (658950) 2018 BA8
- (658951) 2018 BC8
- (658952) 2018 BJ9
- (658953) 2018 BO9
- (658954) 2018 BR9
- (658955) 2018 BH10
- (658956) 2018 BR11
- (658957) 2018 BC12
- (658958) 2018 BH40
- (658959) 2018 CY6
- (658960) 2018 CR8
- (658961) 2018 CE9
- (658962) 2018 CA10
- (658963) 2018 CB16
- (658964) 2018 CO20
- (658965) 2018 DH4
- (658966) 2018 DM9
- (658967) 2018 DC10
- (658968) 2018 DF10
- (658969) 2018 DK11
- (658970) 2018 EG10
- (658971) 2018 EE13
- (658972) 2018 FX5
- (658973) 2018 FK8
- (658974) 2018 FP8
- (658975) 2018 FM9
- (658976) 2018 FD10
- (658977) 2018 FB13
- (658978) 2018 FJ13
- (658979) 2018 FH15
- (658980) 2018 FZ42
- (658981) 2018 FZ54
- (658982) 2018 GZ2
- (658983) 2018 GG10
- (658984) 2018 GU15
- (658985) 2018 GW15
- (658986) 2018 GG17
- (658987) 2018 GU17
- (658988) 2018 GB21
- (658989) 2018 HR2
- (658990) 2018 JN2
- (658991) 2018 JF9
- (658992) 2018 KL8
- (658993) 2018 KA12
- (658994) 2018 LM8
- (658995) 2018 LT11
- (658996) 2018 LY11
- (658997) 2018 LY13
- (658998) 2018 LO14
- (658999) 2018 LH15
- (659000) 2018 LB25